# 庄司榮吉
庄司榮吉（しょうじ えいきち、1917年3月20日 - 2015年2月7日）は、日本の洋画家。日本藝術院会員。位階は従四位。
大阪府出身。1936年に赤松麟作に師事。1938年に大阪外国語学校フランス語科を卒業後、旧制東京美術学校（現東京芸術大学）入学、寺内萬治郎に師事。新文展「庭にて」初入選。1942年光風会展「F嬢の像」初入選・レートン賞、美校繰上げ卒業、1943年海軍派遣教員としてインドネシアのセレベスに赴任。1946年帰国、1952年日展「K牧師の像」で特選・朝倉賞、1967年新日展「音楽家」で菊華賞、1970年日展審査員、1981年光風会展「舞踊家とギタリスト」辻永記念賞、1982年光風会理事、1987年日展「音楽家たち」で文部大臣賞、1998年勲四等瑞宝章、2000年日展出品作品「聴音」恩賜賞・日本芸術院賞、2000年日本芸術院会員、日展参事、光風会理事長。
2015年2月7日、肺炎のため死去。97歳没。叙従四位、旭日中綬章追贈。
『庄司栄吉画集』（「庄司栄吉画集」刊行会 2008）がある。